# Vuuroogandespapegaai
De vuuroogandespapegaai (Hapalopsittaca pyrrhops) is een vogel uit de familie Psittacidae (papegaaien van Afrika en de Nieuwe Wereld).

## Verspreiding en leefgebied
Deze soort komt voor in zuidwestelijk Ecuador en noordwestelijk Peru.

## Status
De grootte van de populatie is in 2021 geschat op 10.000-37.000 volwassen vogels. Op de Rode lijst van de IUCN heeft deze soort de status bedreigd.